# Lenguaje de amor
Lenguaje de amor es el nombre del cuarto álbum de estudio y la octava producción del cantante colombiano de rock cristiano Álex Campos. Fue lanzado al mercado el 17 de agosto de 2010 bajo el sello discográfico CanZion. 

## Estilo
Este álbum presenta un nuevo estilo musical, similar al de Al taller del maestro con la diferencia de que en aquel álbum predominaba el ska, y en éste predominan los ritmos de rock, fusionados con algunos ritmos colombianos. Además, cuenta con la participación del cantante colombiano Fonseca como único dueto del disco en el sencillo «Me veo y te veo».
Con respecto al trabajo discográfico de estudio anterior Cuidaré de ti, representa un gran cambio en los ritmos, pues en aquel álbum se manejaba un estilo más anglo, mientras que Lenguaje de amor presenta ritmos más latinos y tropicales, sin dejar a un lado el rock, que siempre lo caracteriza. El álbum incluye la canción «Mil palabritas» compuesta por Campos y dedicada a su hija Juanita, además de temas como «Eco», «Es el amor» y «Lenguaje de amor».
La recepción por parte del público fue buena y el álbum fue nominado a los Grammy Latinos de 2011 resultando ganador en la categoría de Mejor álbum cristiano en español. De esta forma, Lenguaje de amor le dio a Alex el primer Grammy de su carrera.

## Lista de canciones
1. Conocerte más - 3:12 (Javier Serrano, Juan Botello)
2. Manos en alto - 3:32 (Álex Campos)
3. Lenguaje de amor - 3:59 (Álex Campos, Isaías Rangel, Jez Babarczy)
4. Dije adiós - 3:45 (Álex Campos)
5. Tuyo soy - 4:01 (Álex Campos)
6. Deseo - 3:43 (Álex Campos)
7. Es el amor - 4:16 (Álex Campos)
8. Elí - 3:58) - (Álex Campos)
9. Me veo y te veo (Ft. Fonseca) - 3:48 (Álex Campos)
10. Eco - 4:18 (Onis Rodríguez)
11. Mil palabritas - 4:30 (Álex Campos)

## Videos musicales y sencillos

### Lenguaje de amor
Es el primer videoclip del álbum. Fue filmado en diferentes sitios de Colombia y fue realizado por Juan Carlos Cajiao. Alex aparece interpretando el tema en planos de reflexión, ambientes cotidianos y enmarcados por una atmósfera muy alegre y brillante. 

### Me veo y te veo
El videoclip fue filmado en un estudio de grabación y cuenta con la participación del cantante colombiano Fonseca, con quien interpreta el tema a dúo. La idea de la canción es presentada mediante una grabación simulada en un estudio, en el que Fonseca y Alex interactúan durante el desarrollo de las letras y melodías. La interacción de los dos cantantes fue lo que la cámara capturó, sin ser necesariamente una actuación, sino el reflejo de una amistad que ambos han desarrollado en el mutuo respeto por su trabajo musical.

### Es el amor
El videoclip fue filmado en diferentes localizaciones de Bogotá, Colombia. El videoclip fue producido y dirigido por Álex Campos. Retrata una jornada en carretera, a lo largo de la cual se van sumando los miembros de la banda mientras que la acción convida un vislumbre del campo colombiano, gracias a la buena fotografía lograda en esta producción. En su letra, reconoce la presencia constante de Dios y su cuidado amoroso alrededor de su creación y del corazón humano. 

### Dije adiós
El videoclip fue filmado en las calles de Houston, Texas, en Estados Unidos. El videoclip fue producido y dirigido por Álex Campos, en colaboración de Lenny Flamenco. A través del manejo fotográfico, mayormente en blanco y negro, se proyectan el dolor y la tristeza que se producen al estar lejos de Dios, así como imágenes brillantes y colores cálidos que representan el equilibrio y armonía producidos cerca a él. Además, Álex Campos aparece como el actor principal del video junto a su familia

## Personal
- Juan David Botello (Piano/Rhodes) (Deseo-Me Veo Y Te Veo-Tuyo Soy-Dije Adiós-Es El Amor-Elí) (Programación)
- Javier Serrano (Guitarra Eléctrica) (Me Veo Y Te Veo-Es El Amor-Elí-Tuyo Soy-Mil Palabritas-Dije Adiós-Eco-Conocerte Más) (Guitarra Acústica) (Deseo-Eco)
- Danny Bahamón (Bajo)
- Danny Botello (Batería/Percusión Menor)
- Emmanuel Briceño (Hammond/Moog) (Conocerte Más-Me Veo Y Te Veo-Eco-Elí (Piano)(Mil Palabritas)
- Isaías Rangel (Piano) (Lenguaje De Amor) (Batería/Percusión Menor)(Lenguaje De Amor) Programación (Lenguaje De Amor)
- Guillermo Vadalá (Bajo)(Deseo)
- Chris Rocha (Guitarra Eléctrica) (Deseo-Manos En Alto)
- Héctor Gallegos (Guitarra Eléctrica) (Lenguaje De Amor)
- Onis Rodríguez (Guitarra Eléctrica)(Eco) (Batería/Percusión Menor)(Eco)
- Álex Campos (Guitarra Acústica)(Deseo-Eco)
- Farauk Gomati (Percusión)
- Taty Manzano (Acordeón)
- Juan Blas Caballero (Programación)
- Richard Nant (Trompeta)
- Gustavo Cámara (Saxofón)
- Juane Scalona (Trombón)
- Coros Alex Campos/Luis Campos/Coalo Zamorano/Lorena Zamorano/Danny Bahamón/Javier Serrano/Angélica Gutiérrez/Angélica Ruiz